# العلاقات اللبنانية الناميبية
العلاقات اللبنانية الناميبية هي العلاقات الثنائية التي تجمع بين لبنان وناميبيا.

## مقارنة بين البلدين
هذه مقارنة عامة ومرجعية للدولتين:
| وجه المقارنة                                              | لبنان                                                                | ناميبيا      |
| --------------------------------------------------------- | -------------------------------------------------------------------- | ------------ |
| المساحة (كم2)                                             | 10.45 ألف                                                            | 825.62 ألف   |
| عدد السكان (نسمة)                                         | 6.10 مليون                                                           | 2.53 مليون   |
| الكثافة السكانية (ن./كم²)                                 | 583.73                                                               | 3.06         |
| العاصمة                                                   | بيروت                                                                | ويندهوك      |
| اللغة الرسمية                                             | اللغة العربية، لغة فرنسية                                            | لغة إنجليزية |
| العملة                                                    | ليرة لبنانية                                                         | دولار ناميبي |
| الناتج المحلي الإجمالي (بليون دولار)                      | 51.84 مليار                                                          | 13.24 مليار  |
| الناتج المحلي الإجمالي (تعادل القوة الشرائية) بليون دولار | 81.54 مليار                                                          | 25.60 مليار  |
| الناتج المحلي الإجمالي الاسمي للفرد دولار أمريكي          | 8.05 ألف                                                             | 4.67 ألف     |
| الناتج المحلي الإجمالي للفرد دولار أمريكي                 | 17.46 ألف                                                            | 9.96 ألف     |
| مؤشر التنمية البشرية                                      | 0.769                                                                | 0.628        |
| رمز المكالمات الدولي                                      | +961                                                                 | +264         |
| رمز الإنترنت                                              | .lb                                                                  | .na          |
| المنطقة الزمنية                                           | ت ع م+02:00، ت ع م+03:00، توقيت شرق أوروبا، توقيت شرق أوروبا الصيفي ‏ | ت ع م+02:00  |

## منظمات دولية مشتركة
يشترك البلدان في عضوية مجموعة من المنظمات الدولية، منها:
| علم المنظمة | اسم المنظمة                        | تاريخ انضمام لبنان | تاريخ انضمام ناميبيا |
| ----------- | ---------------------------------- | ------------------ | -------------------- |
|             | البنك الدولي للإنشاء والتعمير      | 14 أبريل 1947      | 25 سبتمبر 1990       |
|             | منظمة حظر الأسلحة الكيميائية       | ?                  | ?                    |
|             | الأمم المتحدة                      | 24 أكتوبر 1945     | 23 أبريل 1990        |
|             | منظمة الشرطة الجنائية الدولية      | ?                  | ?                    |
|             | وكالة ضمان الاستثمار متعدد الأطراف | 19 أكتوبر 1994     | 25 سبتمبر 1990       |
|             | يونسكو                             | 4 نوفمبر 1946      | 2 نوفمبر 1978        |
|             | مؤسسة التمويل الدولية              | 28 ديسمبر 1956     | 25 سبتمبر 1990       |
|             | الاتحاد البريدي العالمي            | ?                  | ?                    |
|             | الاتحاد الدولي للاتصالات           | 12 يناير 1924      | 25 يناير 1984        |